# ناصر بن عبد الله الفضلي
ناصر بن عبد الله بن حسين بن أحمد الفضلي (توفي في 7 يناير 2009)، آخر سلاطين سلطنة الفضلي، تولى زمام الأمور في شهر يوليو عام 1964م بعد عزل السلطان أحمد بن حسين بن عبدالله الفضلي.